# Орто-Суу (Ошская область)
Орто-Суу (кирг. Орто-Суу) — село в Алайском районе Ошской области Кыргызстана. Входит в состав Джошолунского айылного аймака.

## География
Село расположено в южной части области, в высокогорной зоне, на левом берегу реки Джошолу (правый приток реки Куршаб), вблизи места впадения в неё реки Орто-Суу, на расстоянии приблизительно 17 километров (по прямой) к востоку от села Гульча, административного центра района. Абсолютная высота — 1954 метра над уровнем моря.

## Население
Согласно оценочным данным Национального статистического комитета Кыргызской Республики, численность населения села на начало 2023 года составляла 361 человек.
| год     | 2009 | 2014 | 2015 | 2020 | 2021 | 2023 |
| ------- | ---- | ---- | ---- | ---- | ---- | ---- |
| человек | 367  | 284  | 320  | 367  | 364  | 361  |